# Aïn Torki
Pour les articles homonymes, voir Torki.
Aïn Torki est une commune de la wilaya de Aïn Defla en Algérie.

## Géographie
Le lieu se situe à une centaine de kilomètres au sud-ouest d'Alger, dans les contreforts du Mont Zaccar (massif de Dahra, Atlas tellien).
Le petit village d’Aïn Torki est renommé Margueritte du temps de la colonisation française. Il dépend alors de la commune mixte de Hammam Righa jusqu'en 1956, date à laquelle elle devient une commune à part entière. Dès l'indépendance, elle est rattachée à la commune de Hammam Righa, jusqu'en 1984, date à laquelle elle est rétablie dans son statut de commune à part entière. 
En 1960, dernier recensement français, sa  population était de  5387 habitants, dont simplement 339 qui résidaient dans le chef-lieu et dont 135 européens. En 2021, la population est approximativement le double (10 000 habitants).

## Histoire
La forêt d'Aïn Torki, dans le Zaccar, est exploitée depuis le milieu du XIXe siècle.
Son nom, Aïn Turki (Fontaine des Turcs), suggère un lien non précisé.
Le centre de population de Zaccar est créé par arrêté du 22 janvier 1881. Il est nommé Margueritte par décret du 17 juillet 1884, en hommage au général Jean-Auguste Margueritte (1823-1870). 
Du 26 avril au 1er mai 1901, les habitants se soulèvent contre l'occupant français. Il semble qu'à l'origine des événements il y ait eu la revendication d'établir un hommage au Cheikh Bouamama (1833-1908), mythique dirigeant du soulèvement de 1871-1881 dans le Sud-Oranais, et la maladresse d'un caïd local. Plusieurs Français furent tués. Une compagnie de tirailleurs se déplaça de Miliana pour reprendre le contrôle de localité ; les comptes-rendus français ne mentionnent pas de victimes de la répression. Les autorités françaises, surprises par l'insurrection, rejettent la thèse, immédiatement avancée selon laquelle les mauvais traitements infligés aux populations par les colons seraient à l'origine des évènements, et mettent en cause avec plus de facilité le fanatisme religieux en même temps que l'action de missionnaires évangéliques anglais ou des arabophiles (bien que la commune ait été peuplée de berbérophones du Zaccar que l'on appelait alors "Kabyles"). Un observateur français, Augustin Bernard, met en cause la gestion des terres communes selon les règlements forestiers français, qui empêche les habitants de vivre comme ils savent le faire, et l'autorité du maire sur les « indigènes ». 113 habitants, prisonniers, furent jugés à Montpellier en février 1903. 27 furent condamnés, dont deux à perpétuité, le marabout Yacoub et .
Margueritte est érigée en commune de plein exercice par le décret du 18 mars 1953. Elle est rattachée au département d'Orléansville en 1956.